# ريجينتس بارك وكينزينغتون الشمالية (دائرة انتخابية في المملكة المتحدة)
ريجينتس بارك وكينزينغتون الشمالية (بالإنجليزية: Regent's Park and Kensington North)‏ هي إحدى الدوائر الانتخابية في المملكة المتحدة الممثلة في مجلس العموم في برلمان المملكة المتحدة.
عضو البرلمان الذي يمثلها حالياً هو :Ms Karen Buck (Lab).